# Носаль, Исидро
Иси́дро Носа́ль Ве́га (исп. Isidro Nozal Vega; род. 18 октября 1977, Баракальдо) — бывший испанский профессиональный шоссейный велогонщик, призёр общего зачёты Вуэльты.

## Карьера
Начал профессиональную карьеру в 1999 году в составе известной профессиональной испанской команды ONCE-Deutsche Bank. На первых попах выполнял роль грегари для более именитых товарищей по команде.
Перед началом Вуэльты 2003 Нозалю была уготована роль главного помощника капитана команды — Игора Гонзалеса де Гальдеано. Однако по ходу гонки Исидро в доминирующем стиле выиграл обе гонки с раздельным стартом и захватит золотую майку лидера общего зачета Вуэльты. В горах он постепенно отдавал заработанное преимущество более сильному «горняку» — Роберто Эрасу, но вплоть до предпоследнего этапа оставался лидером. По иронии судьбы, победу на Вуэльте он упустил именно на гонке с раздельным стартом, которая проходила по горным склонам Альто-де-Абантос, где преимущество было у Эраса. В общем зачёте Нозаль проиграл ему всего 28 секунд.
В 2004 году Эрас перешёл в состав Liberty Seguros, став партнёром Нозаля по команде, что вынудило того вновь вернуться к амплуа грегари, помогая Эрасу добыть вторую победу на Вуэльте. В 2005 году Нозаль получил двухнедельную дисквалификацию из-за повышенного уровня гематокрита, но успел вернуться к старту Вуэльты, где был одним из главных помощников Эраса в борьбе с Денисом Меньшовым. Благодаря слаженной командной работе испанец выиграл, но позднее был дисквалифицирован за применение допинга.
Среди фигурантов допингового скандала «Операция Пуэрто» был и Нозаль, но ему не было предъявлено никаких обвинений, и после полугодичного простоя в второй половине 2006 года он смог вернуться в гонки. Однако в сентябре 2009 года Нозаль и два его товарища по команде были обвинены в использовании эритропоэтина и дисквалифицированы на два года, что вынудило Исидро завершить карьеру гонщика.